# 김도현 (성우)
김도현(金道현, 1949년 10월 15일 ~ )은 대한민국의 성우이다. 경기도에서 출생하였다. 1971년 TBC 6기 성우로 입사했으며, 언론통폐합으로 인하여 현재는 KBS 13기로 분류된다.

## 출연작

### 애니메이션
- 《독수리 오형제》(TBC) - 혁(콘돌 조)/해설
- 《들장미 소녀 제니》(KBS) - 아벨
- 《미래경찰 우라시맨》 - 러쉬맨
- 《보물섬》(KBS) - 성인시절짐
- 《삼국지》(横山光輝 三国志)(KBS) - 유비현덕
- 《작은숙녀링》(KBS) - 아더
- 《아깨비의 과학여행》 (KBS) - 돌릴레우스, 칠할리우스
- 《출동! 러쉬맨》(MBC) - 러쉬맨
- 《컴퓨터용사 가디언》(KBS) - 가디언(밥)
- 《떠돌이 까치》(KBS) - 마동탁
- 《무적 파워레인저》(KBS) - 제이슨(레드)
- 《파워레인저 다이노소울》 - 마스터 레드
- 《그레이트 마징가》(KBS)
- 《인어공주 나나》(KBS)
- 《콤바트라V》(VIDEO) - 표범(효마)
- 《왕후 심청》 - 심청의 아버지

## 영화 / 외화

#### 전담 배우
피어스 브로스넌
- 《레밍턴 스틸》(MBC) - 레밍턴 스틸
- 《미세스 다웃파이어》(MBC) - 스튜어트
- 《제4의 단서》(MBC) - 페트로프스키
- 《그레이티스트》(KBS) - 앨런
- 《유령작가》(KBS) - 애덤 랭
- 《007 골든아이》(KBS) - 제임스 본드
- 《007 네버 다이》(KBS) - 제임스 본드
- 《단테스 피크》(SBS) - 해리 달튼
- 《붉은 기관차》(KBS) - 마이크
- 《맘마미아》(KBS) - 샘
- 《에블린》(KBS) - 도일

이연걸
- 《동방불패》(2002년 더빙판/MBC) - 영호충
- 《이연걸의 영웅》(MBC, SBS) - 공위
- 《무인 곽원갑》(MBC) - 곽원갑
- 《황비홍 - 철계투오공》(MBC) - 황비홍
- 《이연걸의 정무문》(MBC) - 진진

#### 그외
- 《죠스》(KBS) - 매트 후퍼 리차드 드레이퓨스 역
- 《스타 워즈 에피소드 4: 새로운 희망》(KBS) - 해설 / 루크 스카이워커 마크 해밀 역
- 《챔프》(KBS) - 빌리 플린 / 챔프 존 보이트 역
- 《삼국지》(MBC) - 제갈 공명 역
- 《A 특공대》(KBS) - 멋쟁이 더크 베네딕트 역
- 《우리들만의 집》(KBS)
- 《최가박당》(MBC, KBS(89년 더빙판)) - 금강 허관걸 역
- 《트론》(KBS) - 트론 브루스 복슬레이트너 역
- 《플래툰》(KBS) - 크리스 찰리 쉰 역
- 《사랑의 이중주》(KBS) - 테리 스티브 구텐버그 역
- 《아빠수업》(KBS) - 잭 체비 체이스 역
- 《스팅》(KBS) - 후커 로버트 레드포드 역
- 《종횡사해》(MBC) - 짐 장국영 역
- 《원스 어폰 어 타임 인 아메리카》(KBS) - 맥스 제임스 우즈 역
- 《귀여운 빌리》(KBS) - 폴 돈 존슨 역
- 《붉은 가마》(MBC) - 수사관 호아첩 역
- 《후크》(MBC) - 피터 팬 로빈 윌리엄스 역
- 《어머니 나를 다시 사랑해 주세요》(MBC) - 아빠 역
- 《어 퓨 굿 맨》(MBC) - 캐피 중위(톰 크루즈)
- 《터미네이터》(KBS) - 카일 마이클 빈 역
- 《콰이강의 다리》(KBS) - 조이스(제프리 혼)
- 《남과 북》(KBS) - 조지 제임스 리드 역
- 《파시》(MBC)
- 《미녀첩보원》(KBS) - 리 스테트슨 브루스 박스라이트 역
- 《업 클로즈 앤 퍼스널》(KBS) - 워렌 저스티스 로버트 레드포드 역
- 《퀴즈 쇼》(KBS) - 굿윈 롭 모로 역
- 《침대 귀신 소동》(KBS) - 글렌 스티븐슨 다니엘 스턴 역
- 《고스트 버스터즈》(KBS) - 피터(빌 머레이)
- 《금옥만당》 (MBC) - 조항생(장국영)
- 《젊은 사자들》 (KBS) - 액커맨(몽고메리 클리프트)
- 《스파이 대소동》 (KBS) - 피즈흄(체비 체이스)
- 《돌아온 제5전선》 (KBS) - 그랜트 콜리어(필 모리스)
- 《리썰 웨폰 3》 (MBC) - 리오 게츠(조 페시)
- 《황비홍 이상년대》 (MBC) - 황비홍(조문탁)

## TV프로그램
- 《인간시대》(MBC) - 내레이션
- 《명작의 고향》(MBC)
- 《명곡의 고향》(MBC)
- 《명화의 고향》(MBC) - 내레이션
- 《명작의 무대》(MBC) - 내레이션
- 《러시아, 동구의 문학과 예술》(MBC) - 내레이션
- 《중국문학기행》(MBC) - 내레이션
- 《드라마다큐X》(SBS) - 내레이션
- 《한국 재발견》(KBS1) - 내레이션
- 《신화창조의 비밀》(KBS1) - 내레이션
- 《이제는 말할 수 있다》(MBC) - 내레이션
- 《대조영》(KBS) - 내레이션
- 《한반도의 공룡》(EBS) - 내레이션
- 《김동건의 한국 한국인》(KBS)
- 《대한민국을 움직인 사람들》 초대 대통령 이승만(KBS) - 내레이션
- 《웰빙 맛 사냥》(SBS)
- 《생방송 투데이》(SBS)
- 《사람과 사람들》(KBS1) - 내레이션
- 《위성교육방송 활용 특집 사교육비 ? 우린 그런 거 몰라요》 (EBS) - 내레이션
- 《광개토태왕》(KBS) - 내레이션
- 《수요기획》(KBS)
- 《KBS 스페셜》(KBS)
- 《SBS배 세계 바둑 최강전》 (각국 주요 기사 소개) - 내레이션
- 《조광조》(KBS) - 내레이션
- 《아스베스토스》(부산MBC) - 내레이션
- 《사람이 도시를 만든다》(부산MBC) - 내레이션
- 《정도전》(KBS) - 내레이션
- 《닥터스》(응급실 24-의정부 성모병원.순천향대 부천병원)(MBC) - 내레이션
- 《징비록》(KBS) - 내레이션
- 《태종 이방원》(KBS) - 내레이션

### 게임
- 진 삼국무쌍 4 - 나레이션 (맹장전)

### 예고
- 대한민국VS쿠웨이트(KBS)
- KBS 스포츠 (해당 경기 중계) (KBS1,KBS1)

### 라디오
- 《환타지 특급 - 드래곤 라자》(KBS) - 칼
- 《KBS 라디오 극장 10년》(최후의 증인)(KBS) - 해설

### 광고
- 엘트웰 (엘트파이 정수기) ~ 체험정수기 엘트파이
- 코오롱모드 (맨스타)
- 삼호물산 (옹가네 햇고추장)
- 올림푸스
- 서방
- 현대그룹
- 울산광역시 역동의 산업수도 푸른 울산편
- 케세이패시픽
- 천호식품 (산수유미라클, 정도전의 '이인임' 편)
- 국민은행
- 선문대학교(성우:권희덕)
- 롯데네슬레코리아 (캔네스카페)
- 현대제철
- 제우교역 (아디다스)
- 애경산업 (센서블 샴푸)
- SK하이닉스 (걸리버 휴대폰)
- 동서식품 (맥심커피믹스, 맥스웰커피믹스)
- 삼성전자 (파브)
- 삼성카드 (삼성위너스마스터카드)
- 부광약품 (브랜닥스 안티프라그,파로돈탁스,훼로바)
- 신원에벤에셀 (모두스비벤디)
- 공익광고협의회 (출소자, 온누리깨끗하게, 산불, 쓰레기줄이기(라디오광고) 등)
- 남양유업 (로젠하임치즈) (이유밀IQ)
- 일동후디스 (잼잼, 베이비 루쏘)
- 동원F&B (동원 참기름,엘리트에이플러스우유)
- 현대자동차 (그레이스, 엑셀, 쏘나타3, 그랜저XG, EF쏘나타, 에쿠스 등)
- 한국GM (아카디아, 스테이츠맨)
- CJ제일제당 (다시다)
- 일양약품 (영비천)(성우:권희덕)
- 농심 (신라면)[1]
- 빙그레 (생큐 4.3)
- 롯데리아 (롯데피자,김치버거)
- 동원데어리푸드 (엘리트우유)
- 매일유업 (매일우유, 무가당 엔요)
- 기아 (오피러스)

### 지역
- 부산상호신용금고